# 11228 Botnick
A 11228 Botnick (ideiglenes jelöléssel 1999 JW49) a Naprendszer kisbolygóövében található aszteroida. A LINEAR projekt keretében fedezték fel 1999. május 10-én.